# Porta Tiburtina
Porta Tiburtina ou Porta San Lorenzo ("Porta de São Lourenço") é um portão na Muralha Aureliana de Roma, Itália, através da qual a Via Tiburtina deixa a cidade.

## História

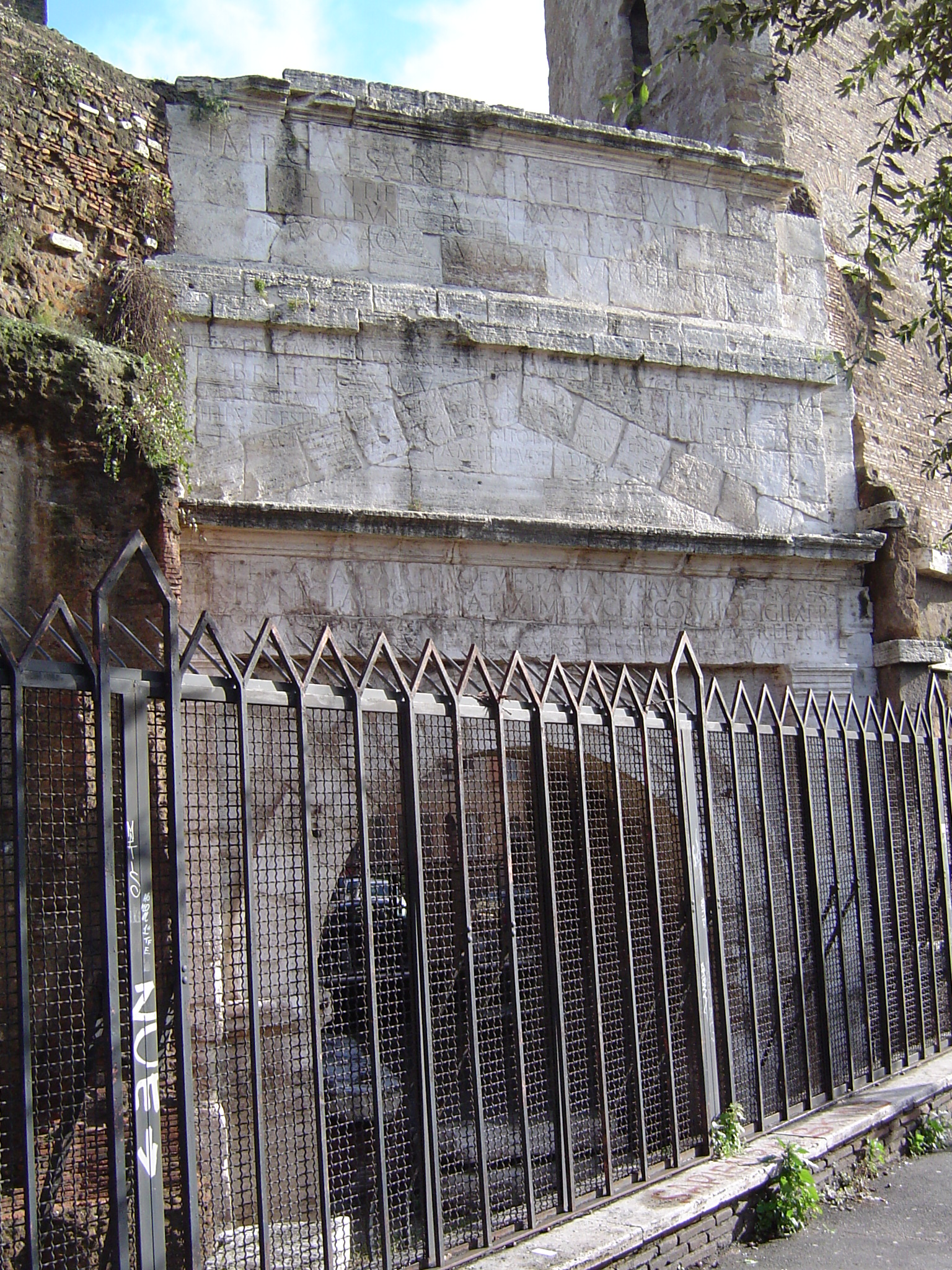
Fachada interna.

Este portão era originalmente um arco construído por Augusto no local onde três aquedutos (Água Márcia, Água Júlia e Água Tépula) atravessavam a Via Tiburtina. Este arco foi restaurado pelos imperadores Tito e Caracala.
O arco de Augusto foi incorporado à Muralha Aureliana pelo imperador Aureliano no século III. Na época da reforma do imperador Honório, no início do século V, uma segunda abertura externa foi aberta, com cinco pequenas aberturas que iluminavam o interior do portão.
Com o tempo, o portão passou a ser chamado de Porta San Lorenzo, uma referência à basílica San Lorenzo fuori le Mura. A população, contudo, chamava-o de "Capo de' Bove" ("Porta Taurina"), pois o arco de Augusto era decorado com crânios de touros.
O portão testemunhou a vitória do povo, liderado por Cola di Rienzo na noite de 20 de novembro de 1347, contra as forças nobres da cidade, que perderam seu líder, Stefano Colonna na ocasião.
A igreja Santa Bibiana está logo ao lado do portão.

## Inscrições
O arco de Augusto tem três inscrições. A do alto, no aqueduto Água Júlia (5 a.C.), diz:
IMP(erator) CAESAR DIVI IULI F(ilius) AUGUSTUS PONTIFEX MAXIMUS CO(n)S(ul) XII TRIBUNIC(ia) POTESTAT(e) XIX IMP(erator) XIIII RIVOS AQUARUM OMNIUM REFECIT
"Imperador Augusto, filho do divino César, pontífice máximo, cônsul pela décima-segunda vez, tribuno da plebe pela décima-nona vez, 'imperator' pela décima-terceira vez, restaurou os canais de todos os aquedutos.".
A do meio, no aqueduto Água Tépula, é uma referência à reforma do imperador Caracala em 212:
IMP(erator) CAES(ar) M(arcus) AURELLIUS ANTONINUS PIUS FELIX AUG(ustus) PARTH(icus) MAXIM(us) BRIT(annicus) MAXIMUS PONTIFEX MAXIMUS AQUAM MARCIAM VARIIS KASIBUS IMPEDITAM purgato fonte excisis et perforatis montibus restituta forma adquisito etiam fonte novo Antoniniano in sacram urbem suam perducendam curavit
"Imperador César Marco Aurélio Antonino Pio Félix Augusto, Pártico Máximo, Britânico Máximo, 'trouxe para sua cidade a Água Márcia, impedida por vários obstáculos, depois de limpar a fonte, cortando e atravessando montanhas, restaurando o caminho e tendo providenciado uma nova fonte antoniniana"
A de baixo, no aqueduto Água Márcia, é uma referência à reforma de Tito em 79 d.C.:
IMP(erator) TITUS CAESAR DIVI F(ilius) VESPASIANUS AUG(ustus) PONTIF(ex) MAX(imus) TRIBUNICIAE POTESTAT(is) IX IMPerator) XV CENS(or) CO(n)S(ul) VII DESIG(natus) IIX P(ater) P(atriae) RIVOM AQUAE MARCIAE VETUSTATE DILAPSUM REFECIT ET AQUAM QUAE IN USU ESSE DESIERAT REDUXIT
"Imperador Tito César, filho do divino Vespasiano Augusto, pontífice máximo, tribuno da plebe pela nona vez, 'imperator' pela décima-quinta vez, censor, cônsul pela sétima vez, [cônsul] escolhido pela oitava vez, pai da pátria, restaurou os canais da Água Márcia, destruídos pelo tempo e restaurou de volta a água que estava reduzida"